# St. Sixtus (Schliersee)

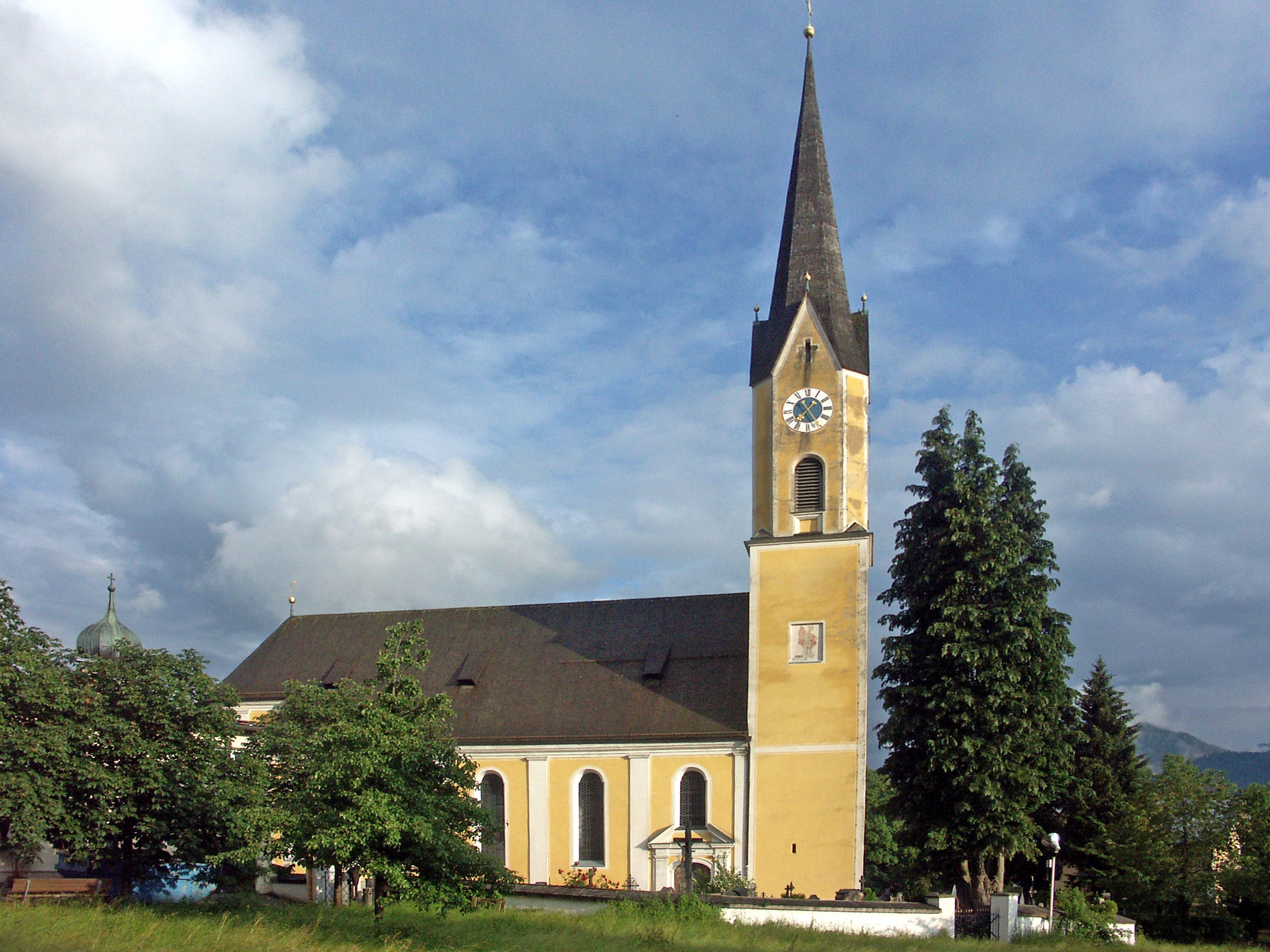
Pfarrkirche St. Sixtus in Schliersee (2009)

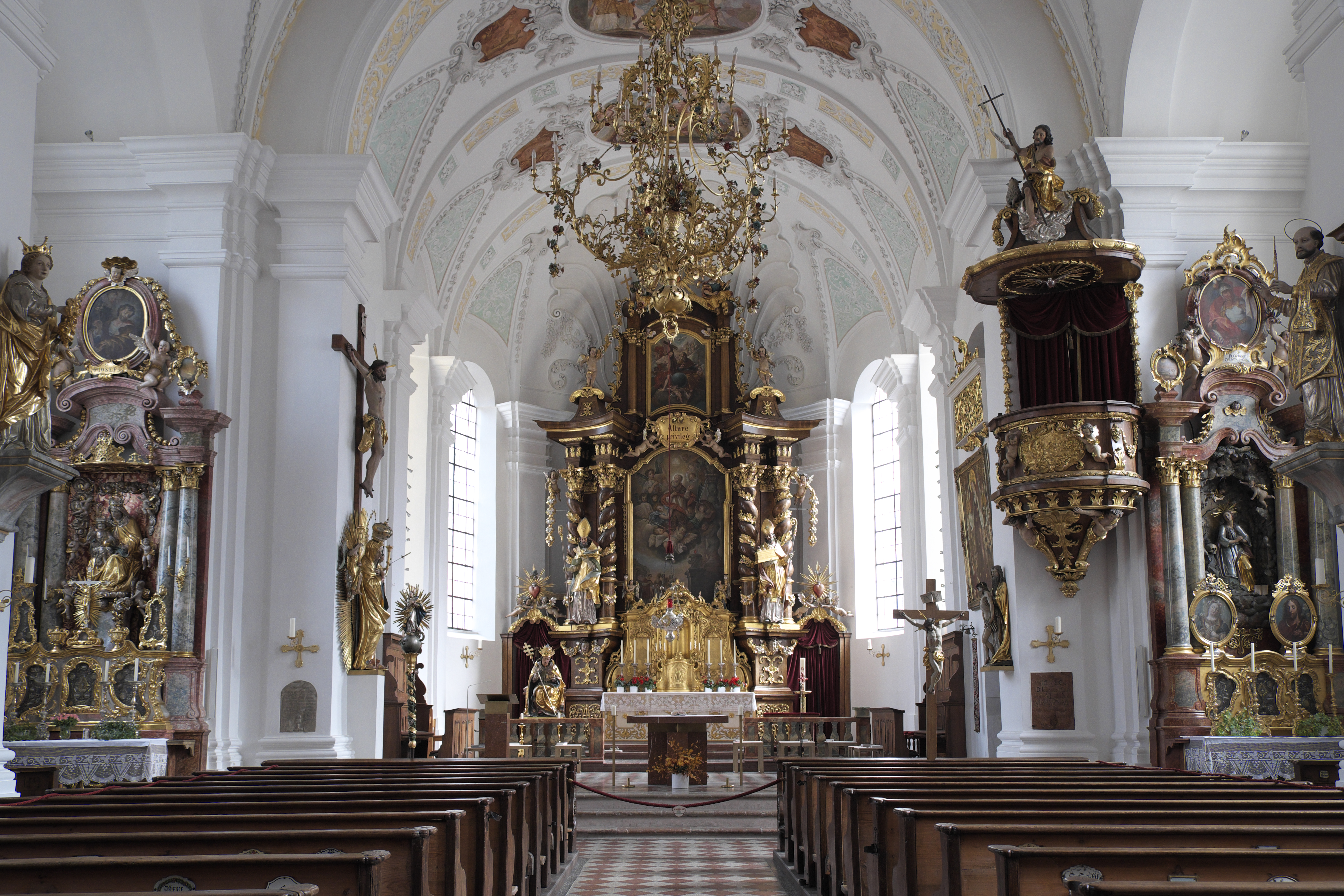
Innenansicht

Die katholische Pfarrkirche St. Sixtus in Schliersee, einer Marktgemeinde im Landkreis Miesbach im Regierungsbezirk Oberbayern, wurde im frühen 18. Jahrhundert an der Stelle romanischer und gotischer Vorgängerbauten im Stil des Barock errichtet. Die Stuckaturen und Deckenfresken zählen zu den frühen Werken von Johann Baptist Zimmermann. Die Kirche ist dem Papst Sixtus II. geweiht, der im 3. Jahrhundert als Märtyrer starb und als Heiliger verehrt wird. Das Gebäude gehört zu den geschützten Baudenkmälern in Bayern.

## Geschichte
Der Ort Schliersee geht auf die Gründung eines Klosters (Slyrse) auf dem Kirchbichl, einem Hügel zwischen Hausham und Schliersee, um das Jahr 770 zurück. Das Kloster wurde im 10. Jahrhundert bei den Ungarneinfällen zerstört und 1141 durch Bischof Otto von Freising als Kollegiatstift am Ufer des Schliersees, an der Stelle der heutigen Pfarrkirche, neu gegründet. Die romanische Klosterkirche fiel 1346 einem Brand zum Opfer. Zwei Jahre später ließ sie Graf Georg I. von Hohenwaldeck im Stil der Gotik wiederaufbauen.
Im Jahr 1495 verlegte Herzog Albrecht IV. von Bayern die Stifte Schliersee und Ilmmünster an die damals neu errichtete Frauenkirche in München. Die seelsorgerische Betreuung erfolgte von da an durch Pfarrvikare, die das Stiftskapitel in München entsandte.
Für den Neubau der von Witterungsschäden gezeichneten Kirche setzte sich Johann Daller ein, der ab 1704 das Amt des Pfarrvikars in Schliersee ausübte. Im Jahr 1712 begann man mit den Bauarbeiten, die 1714 abgeschlossen waren. 1715 fand die Weihe der neuen Kirche statt. Als Baumeister wurde Caspar Glasl beauftragt, für die Stuckarbeiten und die Fresken konnte Johann Baptist Zimmermann gewonnen werden.

## Architektur
Die Kirche ist ein Saalbau mit eingezogenem, halbrund geschlossenem Chor. Im Norden der Westfassade erhebt sich der Glockenturm, der bereits 1466 von den Baumeistern Alexander und Michael Gugler errichtet wurde. Nur der Spitzhelm wurde nach einem Blitzschlag 1873 aufgesetzt.
Das Langhaus wird von einer Stichkappentonne mit Gurtbögen gedeckt und durch breite Wandpfeiler gegliedert, die mit Pilastern besetzt sind. Die von Quertonnen überwölbten Räume zwischen den Wandpfeilern werden von Seitenkapellen eingenommen und sind mit Altären ausgestattet.

## Deckenfresken

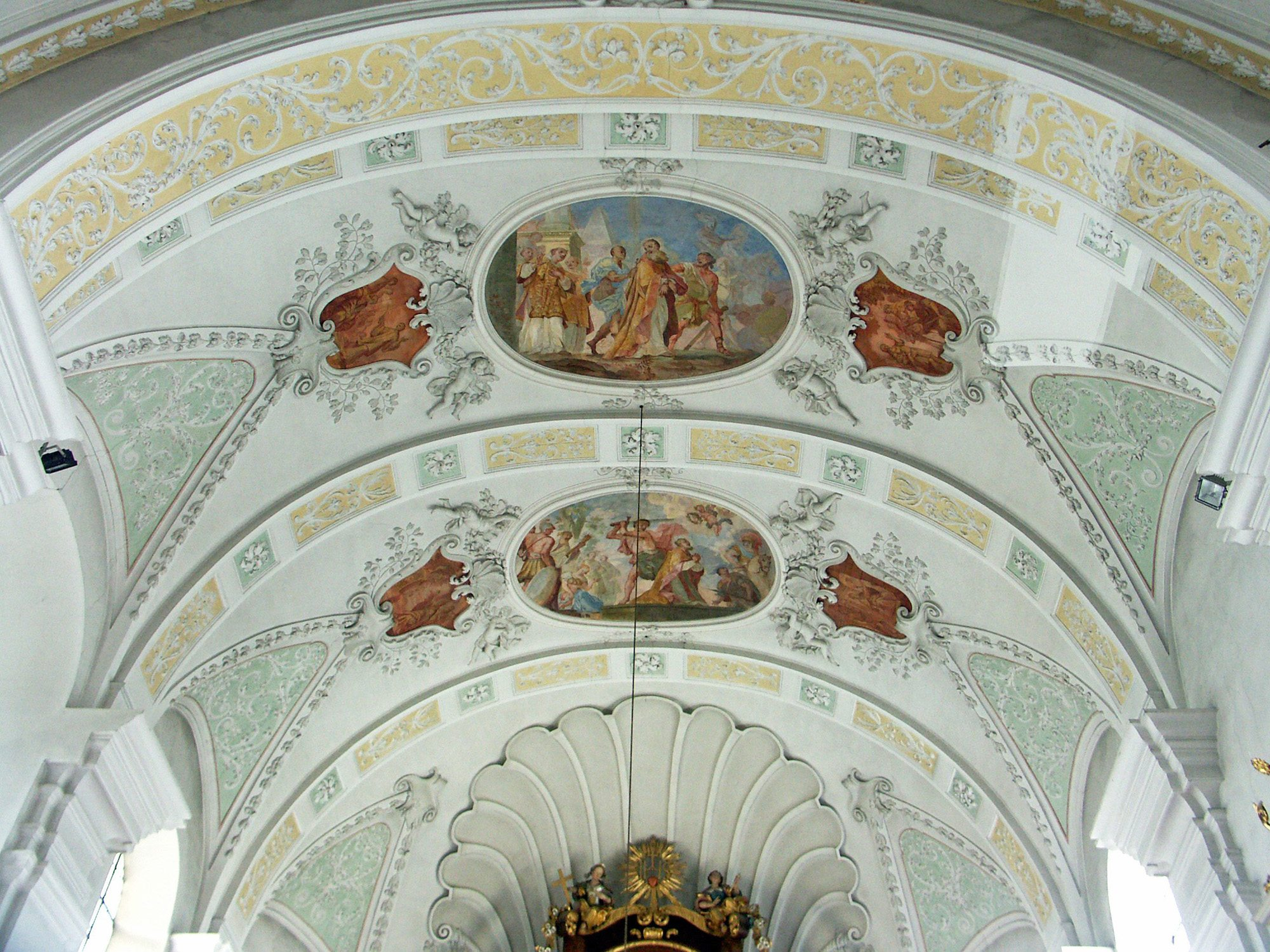
Deckenfresken im Chor

Die Deckenfresken wurden 1714 von Johann Baptist Zimmermann ausgeführt.
Sie stellen im Chor Episoden aus dem Leben des heiligen Sixtus, des Schutzpatrons der Kirche, dar. Auf den beiden großen Szenen werden seine Gefangennahme in Gegenwart des heiligen Laurentius, seines Diakons, und seine Enthauptung dargestellt. Die kleineren, in Ton-in-Ton-Malerei ausgeführten Bilder zeigen den heiligen Sixtus im Disput mit antiken Philosophen und im Kerker. Sie schildern, wie vor dem heiligen Sixtus Götzenbilder zerbersten und wie er einen Blinden heilt, indem er ihm mit dem Kreuz den Segen erteilt.
Die Langhausfresken sind dem Christusmonogramm IHS und dem Marienmonogramm gewidmet, sie sind als Lobpreisung der Namen Jesu und Mariens zu verstehen. Über der Orgelempore thront die Schutzmantelmadonna, die Menschen unterschiedlicher Schichten wie einen Papst, einen Bischof, einen König, einen Kardinal, Klosterschwestern und einfache Leute unter ihren Schutz nimmt.

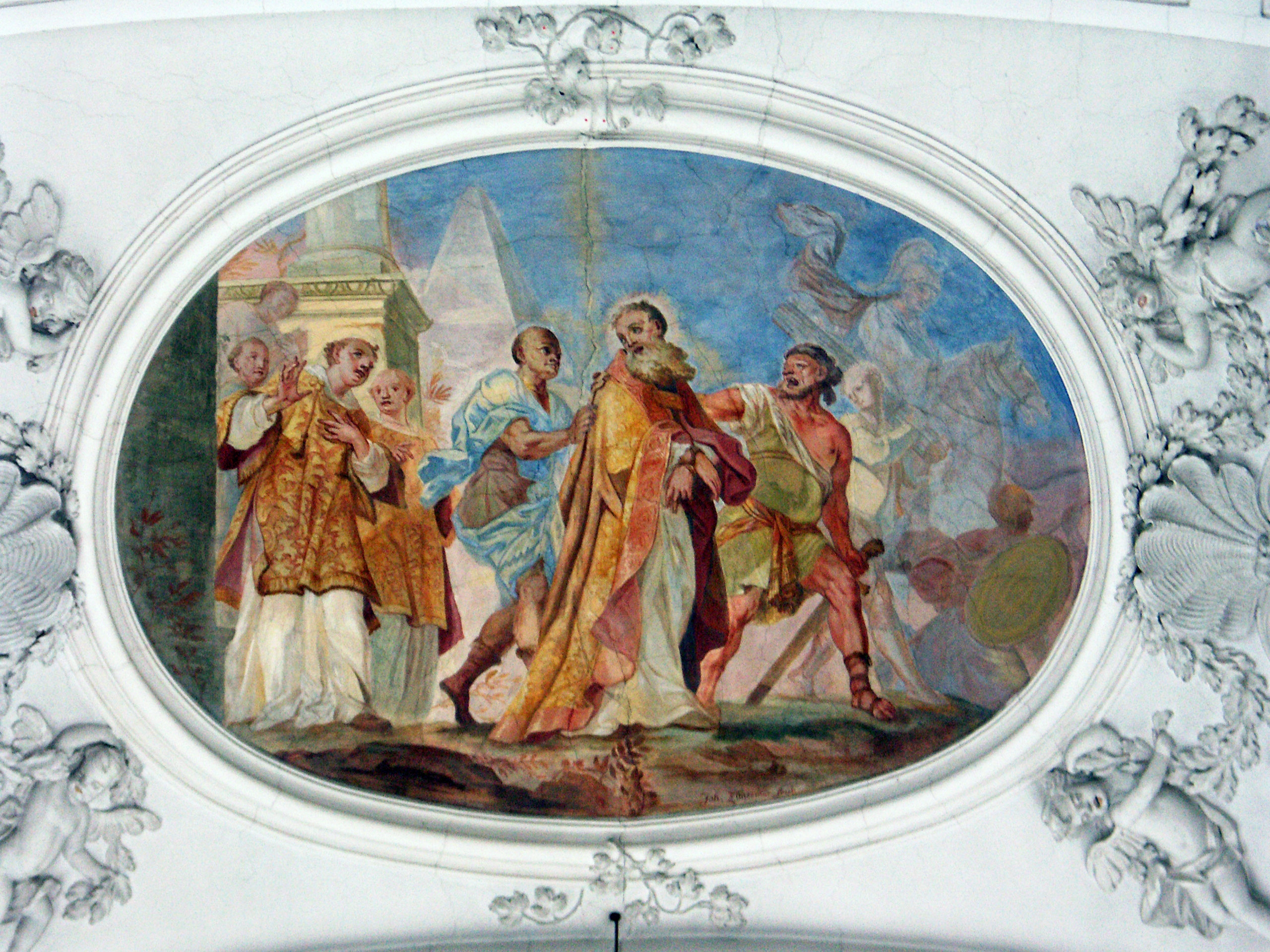
Gefangennahme des heiligen Sixtus
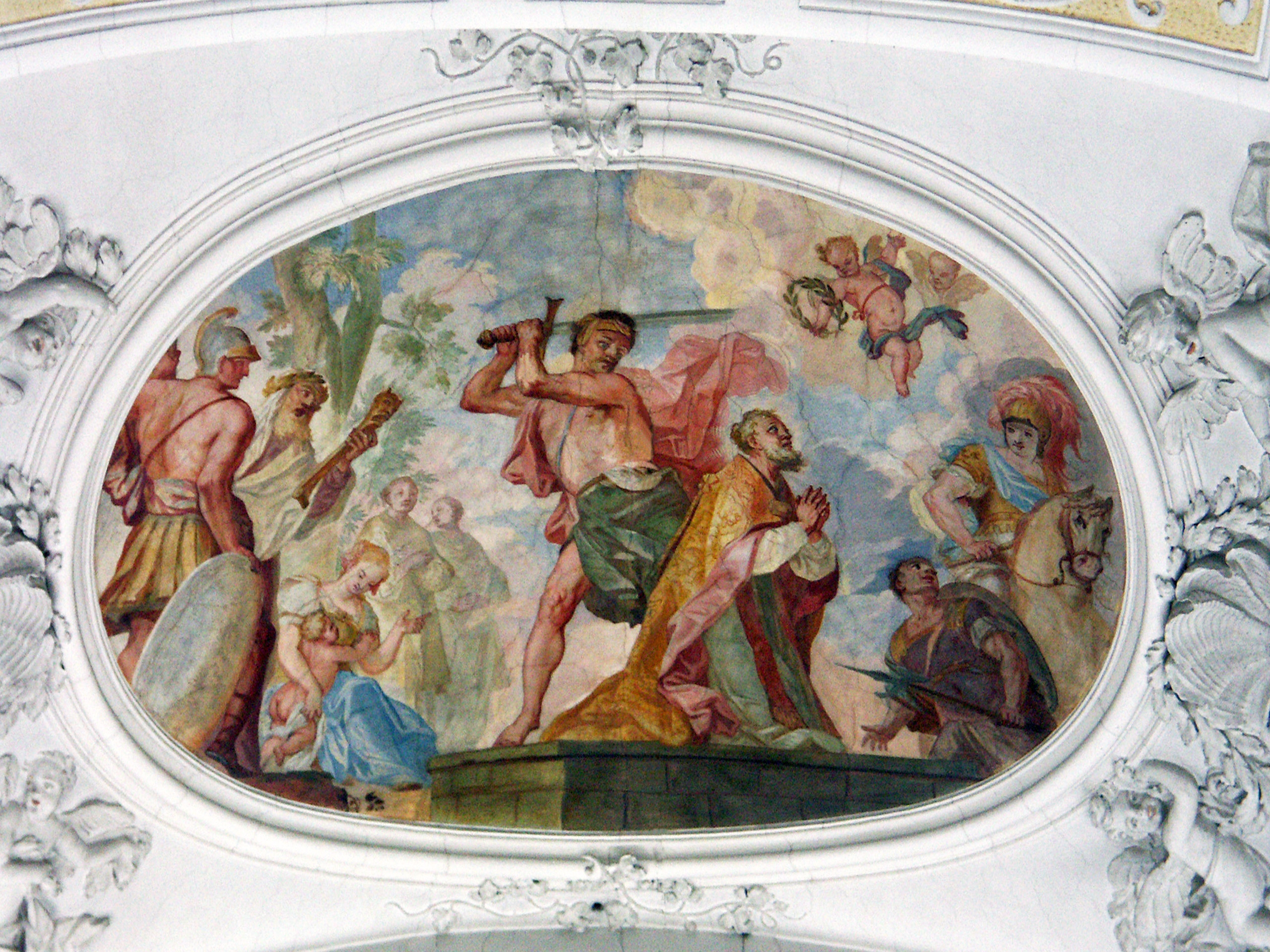
Enthauptung des heiligen Sixtus
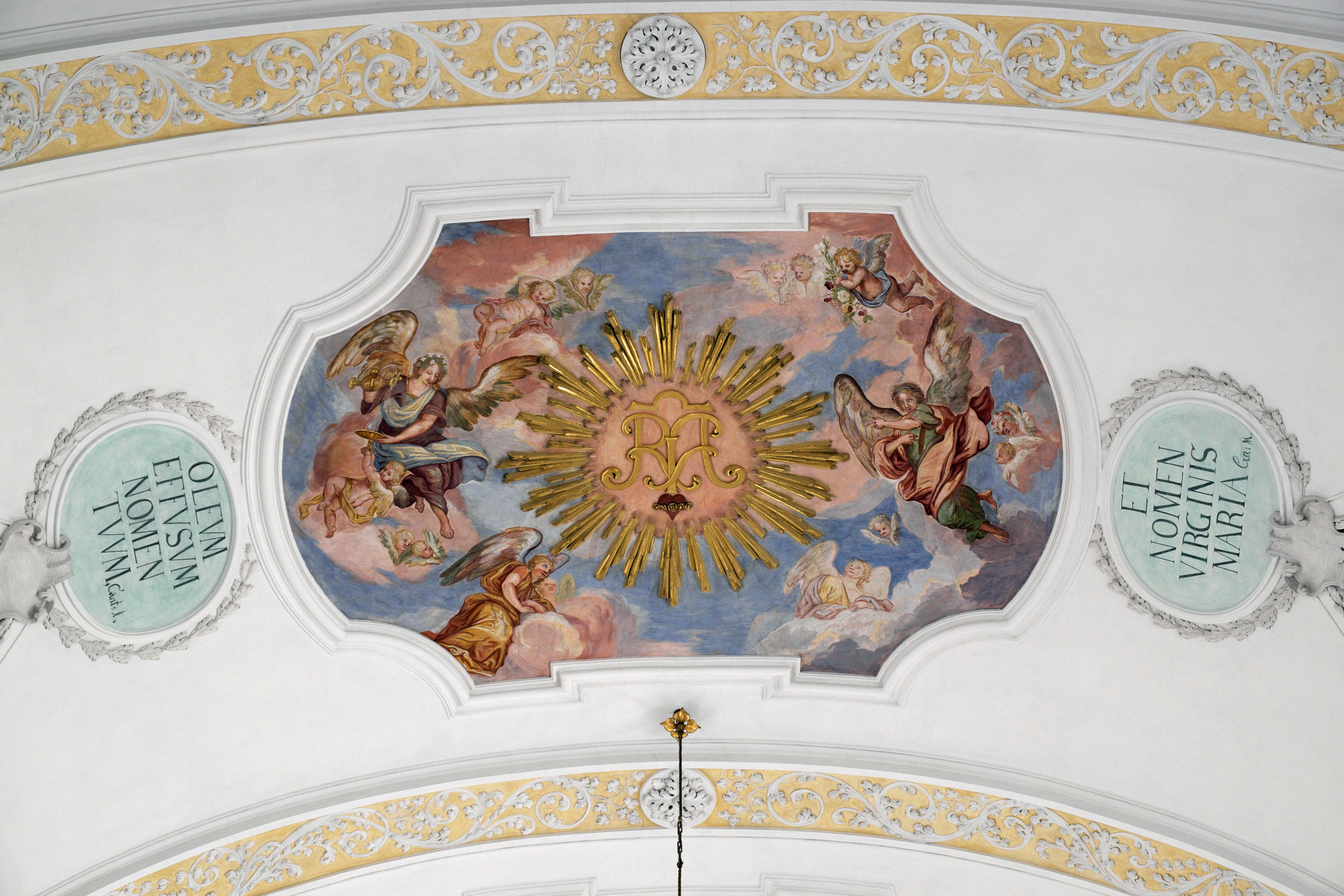
Marienmonogramm

## Katharinenkapelle
An der Chornordseite befindet sich die noch aus der mittelalterlichen Kirche erhaltene Katharinenkapelle, die Grablege der Herren von Waldeck. Ein Rotmarmorepitaph erinnert an den 1380 gestorbenen Georg von Waldeck. Der Altar aus der Mitte des 17. Jahrhunderts ist mit den Figuren der Apostel Petrus und Paulus besetzt, die älter sind.

## Ausstattung

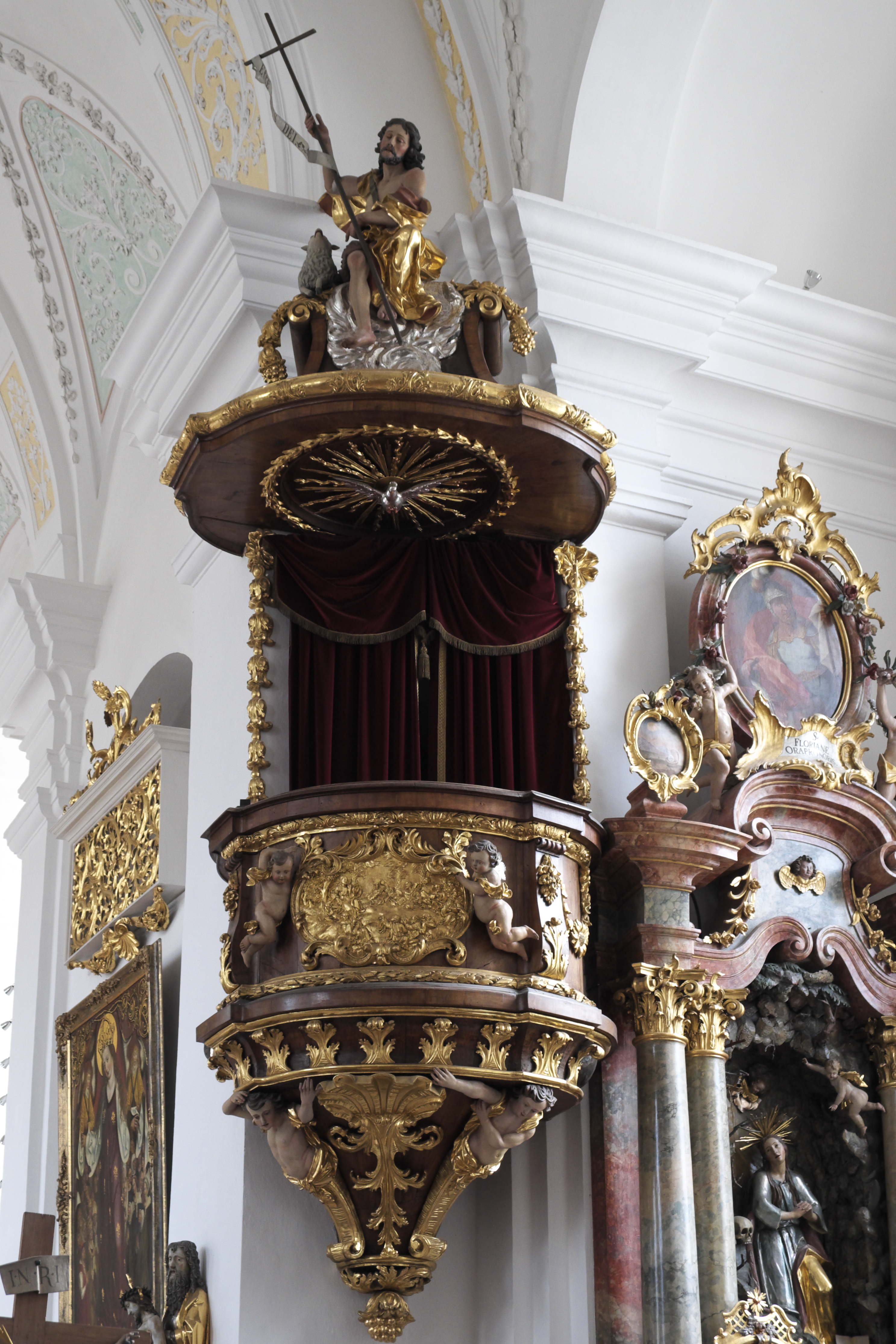
Kanzel

- Die Skulpturengruppe an der Südwand des Chors stellt den Gnadenstuhl dar. Sie wird um 1480 datiert und wurde von Erasmus Grasser geschaffen.
- Das Tafelbild über der Tür zur Sakristei stellt eine Schutzmantelmadonna dar. Es ist mit der Jahreszahl 1494 bezeichnet und wird Jan Polack zugeschrieben.
- Die spätgotische Skulptur des thronenden Papstes Sixtus vor dem Hauptaltar aus der Zeit um 1520 gehörte als Schreinfigur zum Vorgängeraltar. Sie wurde vom Meister von Rabenden geschaffen.[2]
- Der Hochaltar aus Nussbaumholz wurde 1717 nach einem Entwurf von Johann Baptist Zimmermann angefertigt. Die beiden überlebensgroßen Figuren stellen den heiligen Benno von Meißen, den Schutzpatron der Stadt München, mit seinen Attributen, dem Fisch und den Schlüsseln, und den heiligen Arsacius, dessen Reliquien im Kloster Ilmmünster verehrt werden, dar. Arsacius wird mit dem Schrein der Heiligen Drei Könige dargestellt, da er – nach der Legende – deren Gebeine von Konstantinopel nach Mailand überführt haben soll.
- Die Kanzel stammt von 1715.
- An den Kirchenbänken sind noch zahlreiche Kirchstuhlschilder erhalten.

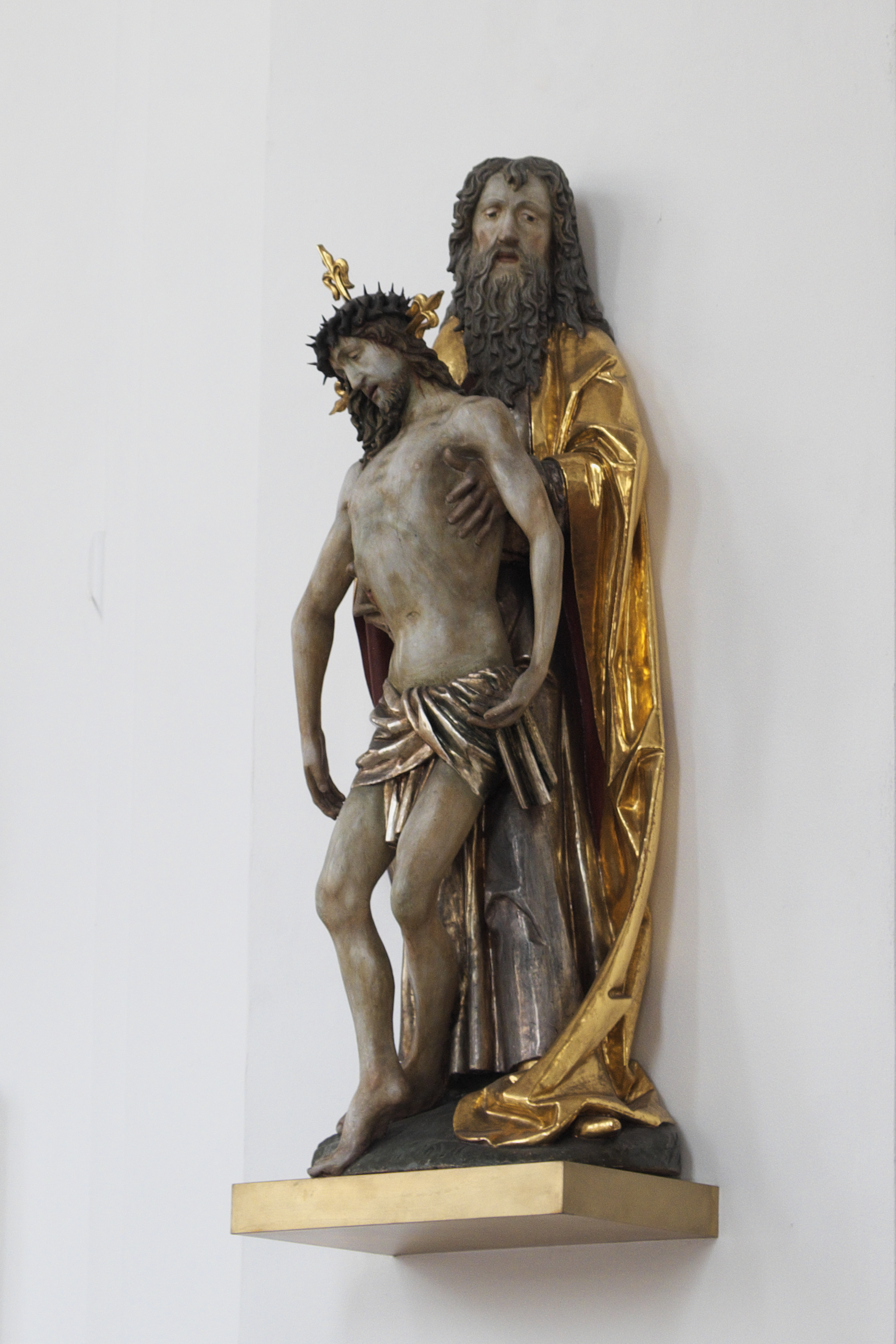
Gnadenstuhl von Erasmus Grasser
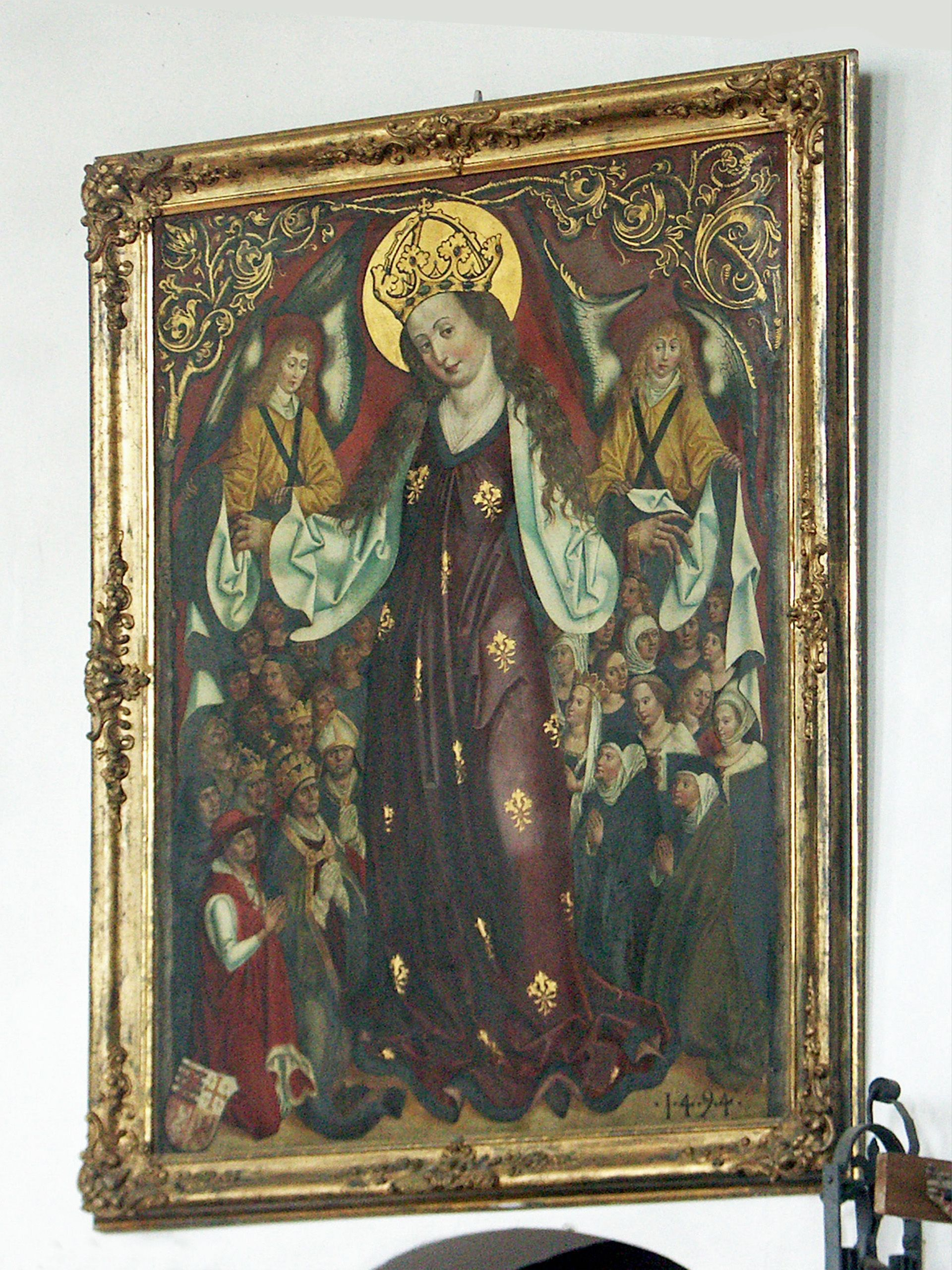
Schutzmantelmadonna von Jan Pollack
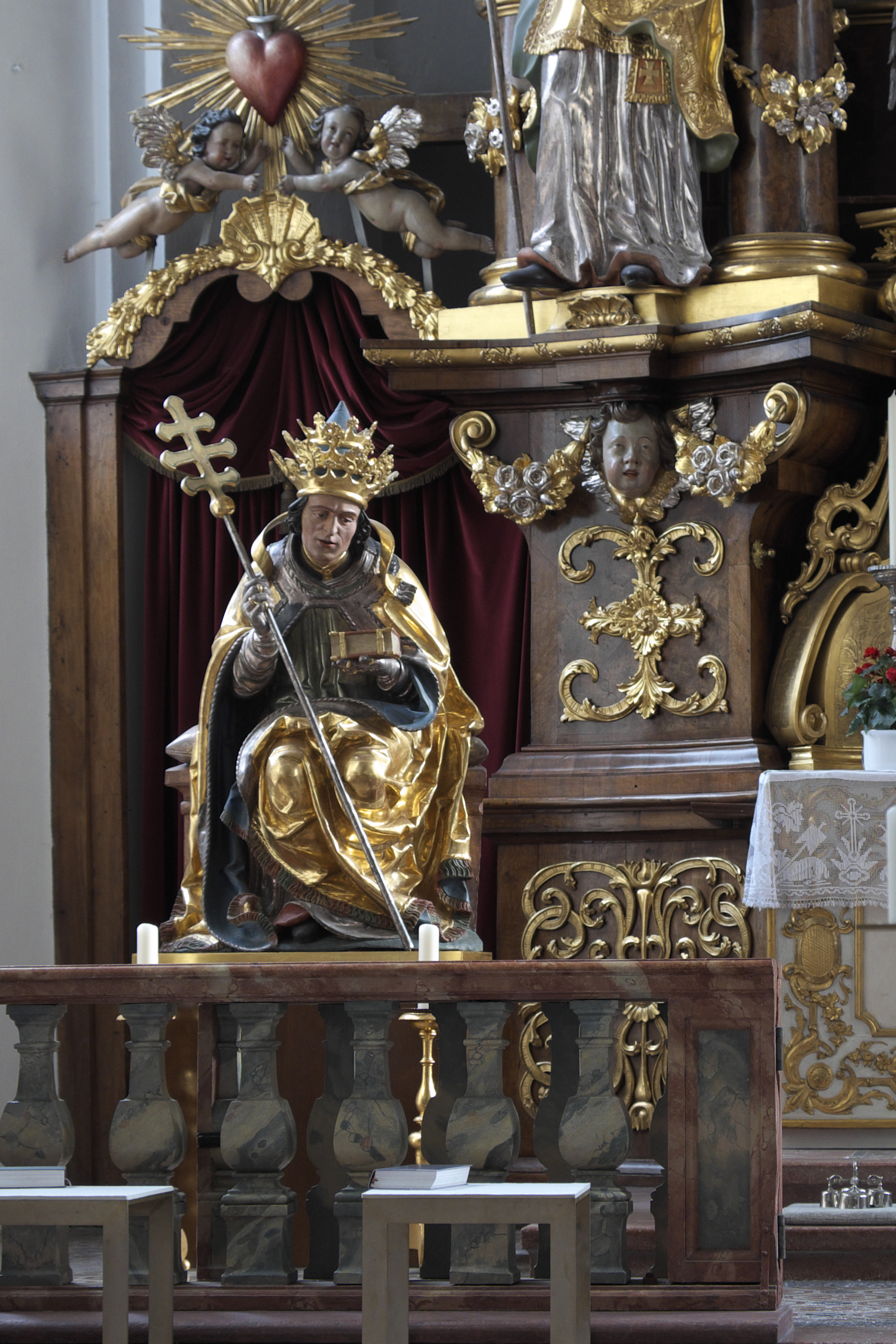
Papst Sixtus II. vom Meister von Rabenden
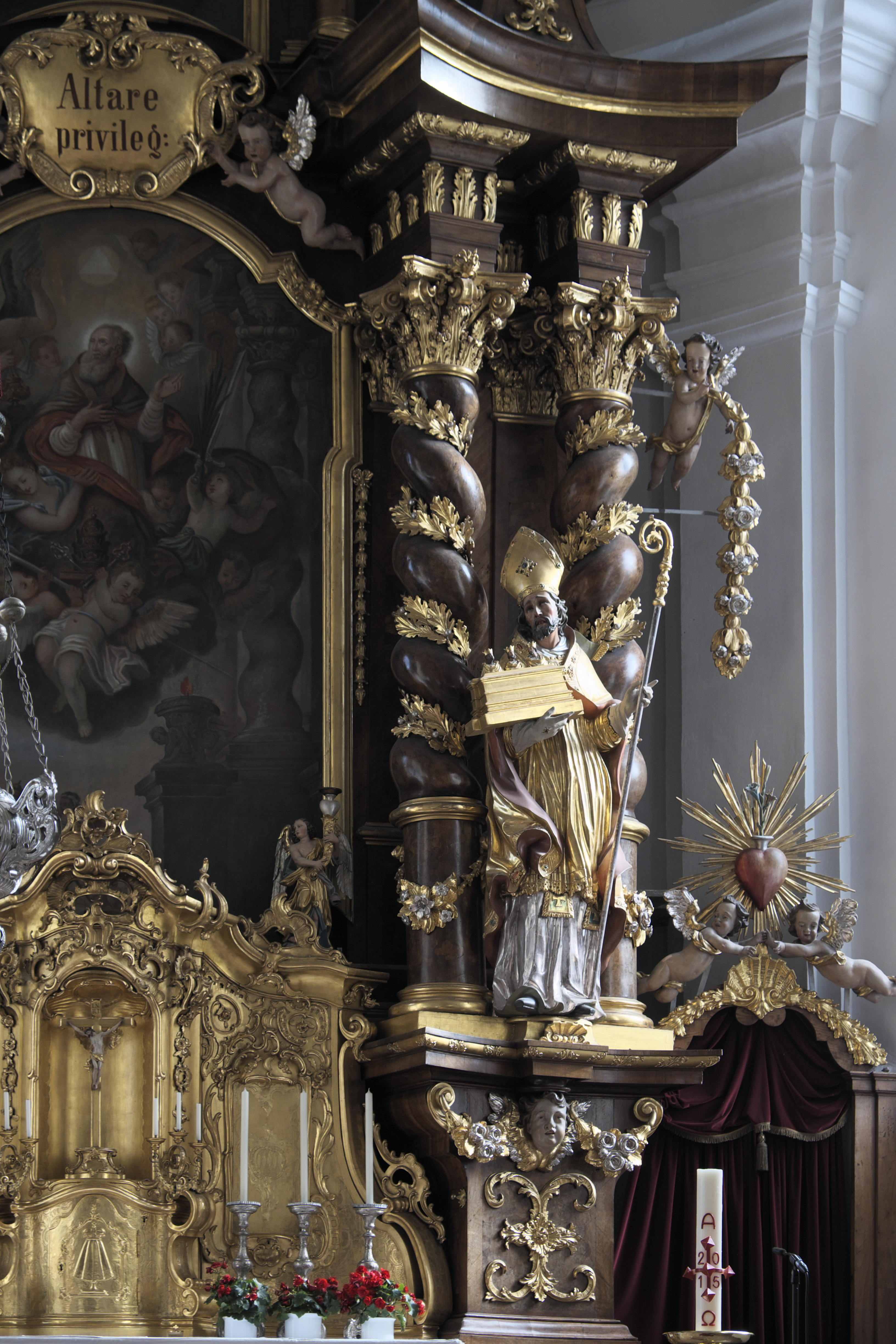
Heiliger Arsacius
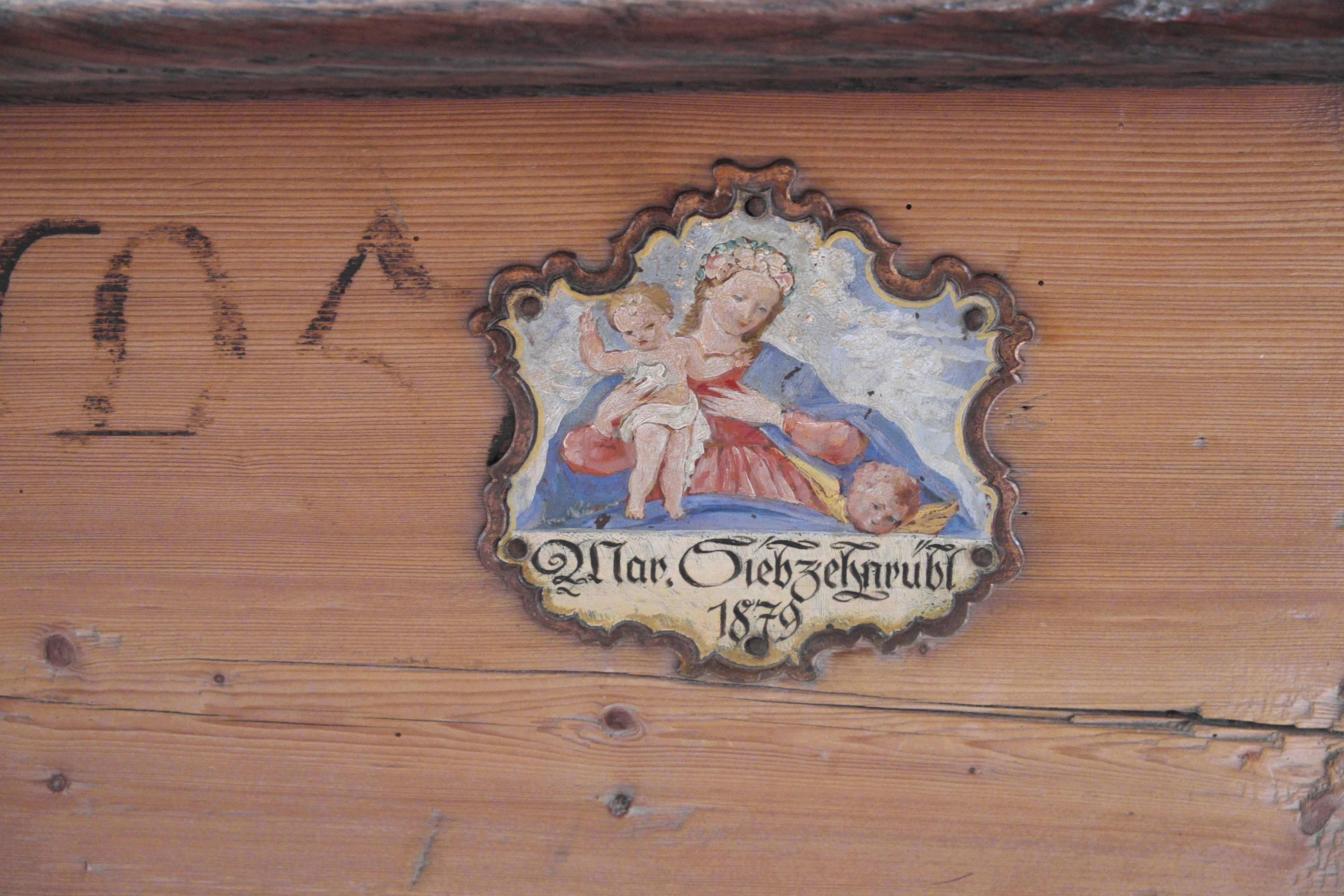
Kirchstuhlschild

## Orgel

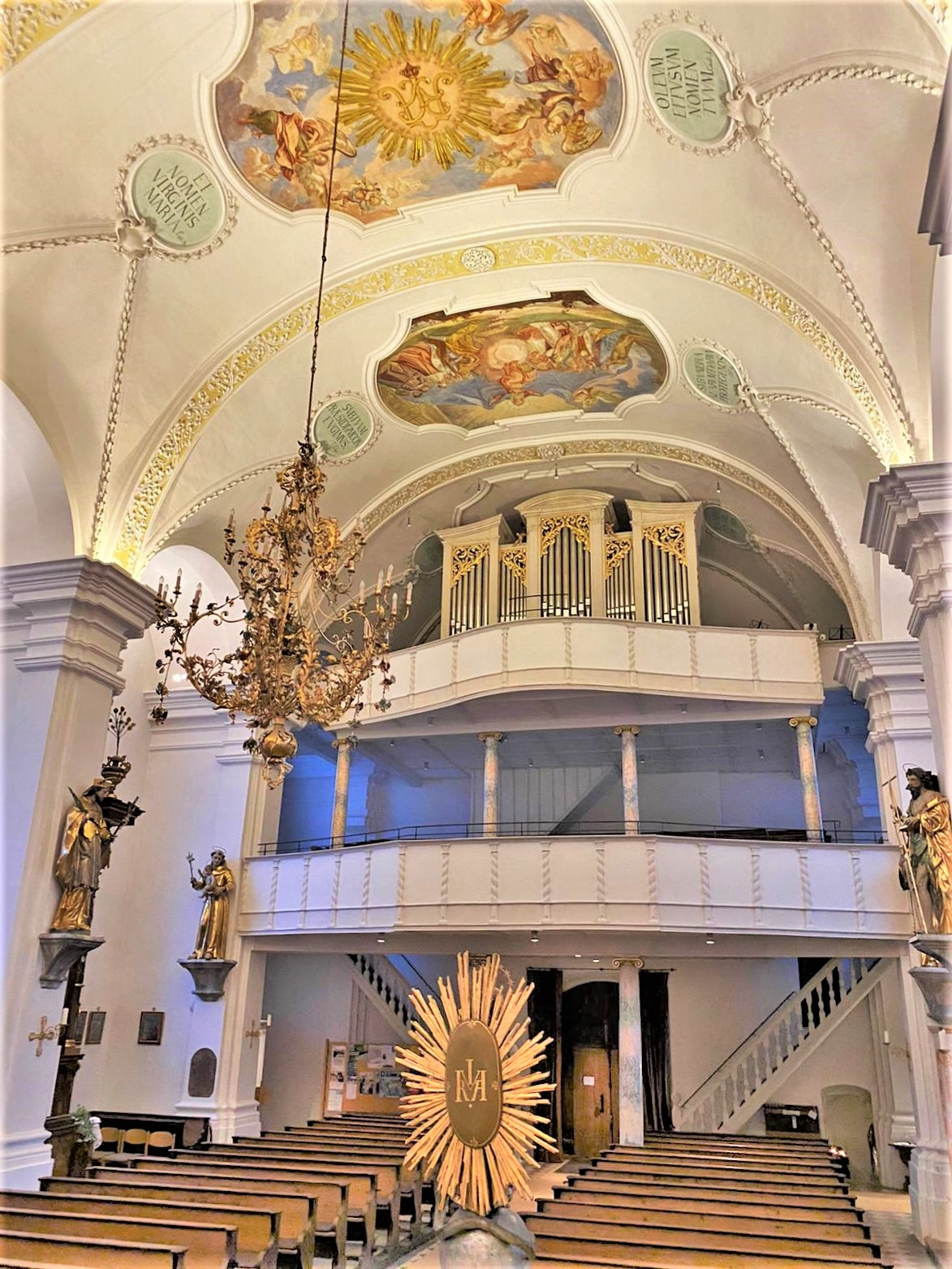
Doppelempore mit Mathis-Orgel

Die heutige Orgel wurde im Jahr 2012 durch die Schweizer Firma Mathis aus Näfels erbaut und besitzt 28 Register auf zwei Manualen und Pedal. Sie ersetzt ein Vorgängerinstrument von Magnus Schmid aus dem Jahr 1941. Die Mathis-Orgel besitzt vollmechanische Schleifladen und zusätzlich eine elektrische Setzeranlage. Die Disposition ist wie folgt:
| I Hauptwerk C–g3 |                 |       |
| 1.               | Bourdon         | 16′   |
| 2.               | Principal       | 8′    |
| 3.               | Portunalflöte   | 8′    |
| 4.               | Großgedackt     | 8′    |
| 5.               | Viola da Gamba  | 8′    |
| 6.               | Octave          | 4′    |
| 7.               | Schlierseeflöte | 4′    |
| 8.               | Octave          | 2′    |
| 9.               | Mixtur III-IV   | 1 ⁄3′ |
| 10.              | Trompete        | 8′    |
|                  | Tremulant       |       |

| II Schwellwerk C–g3 |                       |        |
| 11.                 | Rohrflöte             | 8′     |
| 12.                 | Salicional            | 8′     |
| 13.                 | Vox coelestis (ab c0) | 8′     |
| 14.                 | Principal             | 4′     |
| 15.                 | Traversflöte          | 4′     |
| 16.                 | Salicet               | 4′     |
| 17.                 | Quinte                | 2 ⁄3′  |
| 18.                 | Flöte                 | 2′     |
| 19.                 | Terz                  | 1 3⁄5′ |
| 20.                 | Mixtur IV             | 2′     |
| 21.                 | Oboe                  | 8′     |
|                     | Tremulant             |        |

| Pedal C–f1 |               |     |
| 22.        | Violonbass    | 16′ |
| 23.        | Subbass       | 16′ |
| 24.        | Octavbass     | 8′  |
| 25.        | Gedacktbass   | 8′  |
| 26.        | Choralbass    | 4′  |
| 27.        | Posaune       | 16′ |
| 28.        | Trompetenbass | 8′  |

- Koppeln:
  - Normalkoppeln: II/I, I/P, II/P
  - Suboktavkoppeln: II/I, II/II
- Spielhilfen: 4000 Setzerkombinationen, mechanischer Kollektivtritt für Plenum, mechanischer Kollektivtritt für Zungenstimmen